# Eutelsat KA-SAT 9A
O Eutelsat KA-SAT 9A (anteriormente chamado de KA-SAT) é um satélite de comunicação geoestacionário europeu construído pela empresa EADS Astrium que está localizado na posição orbital de 9 graus de longitude leste e é operado pela Eutelsat. O satélite foi baseado na plataforma Eurostar-3000 e sua vida útil estimada é de 15 anos.

## História
A Eutelsat Communications selecionou a EADS Astrium em janeiro de 2008 para entregar o seu primeiro satélite a operar exclusivamente em frequências de banda Ka, o KA-SAT. O satélite forma a base de um grande programa de nova infraestrutura de satélite que irá expandir a capacidade para serviços de banda larga ao consumidor em toda a Europa e Bacia do Mediterrâneo, oferecendo novas oportunidades para os mercados de televisão locais e regionais.
No dia 1 de março de 2012 a Eutelsat adotou uma nova designação para sua frota de satélites, todos os satélites do grupo assumiram o nome Eutelsat associada à sua posição orbital e uma letra que indica a ordem de chegada nessa posição, então o satélite KA-SAT 9A foi renomeado para Eutelsat KA-SAT 9A.

## Lançamento
O satélite foi lançado com sucesso ao espaço no dia 26 de dezembro de 2010, às 21:51 UTC, por meio de um veiculo Proton-M/Briz-M, a partir do Cosmódromo de Baikonur, no Cazaquistão. Ele tinha uma massa de lançamento de 3.170 kg.

## Capacidade e cobertura
O Eutelsat KA-SAT 9A está equipado com 82 dispositivos de banda Ka para prestar serviços de banda larga ao consumidor em toda a Europa e a Bacia do Mediterrâneo.